# Acrotaphus mexicanus
Acrotaphus mexicanus är en stekelart som först beskrevs av Cameron 1886.  Acrotaphus mexicanus ingår i släktet Acrotaphus och familjen brokparasitsteklar. Inga underarter finns listade i Catalogue of Life.